# Algèbre cylindrique
En mathématiques, la notion d'algèbre cylindrique, inventée par Alfred Tarski, est survenue naturellement dans l'algébrisation de la logique du premier ordre équationnelle.

## Définition d'une algèbre cylindrique
Une algèbre cylindrique de dimension {\displaystyle \alpha } (où {\displaystyle \alpha } est un nombre ordinal) est une structure algébrique {\displaystyle (A,+,\cdot ,-,0,1,c_{\kappa },d_{\kappa \lambda })_{\kappa ,\lambda <\alpha }} tel que {\displaystyle (A,+,\cdot ,-,0,1)} est une algèbre booléenne, {\displaystyle c_{\kappa }} un opérateur unaire sur {\displaystyle A} pour tout {\displaystyle \kappa }, et {\displaystyle d_{\kappa \lambda }} un élément distingué de {\displaystyle A} pour tout {\displaystyle \kappa } et {\displaystyle \lambda }, de telle sorte que:
(C1)  {\displaystyle c_{\kappa }0=0}
(C2)  {\displaystyle x\leq c_{\kappa }x}
(C3)  {\displaystyle c_{\kappa }(x\cdot c_{\kappa }y)=c_{\kappa }x\cdot c_{\kappa }y}
(C4)  {\displaystyle c_{\kappa }c_{\lambda }x=c_{\lambda }c_{\kappa }x}
(C5)  {\displaystyle d_{\kappa \kappa }=1}
(C6)  Si {\displaystyle \kappa \notin \{\lambda ,\mu \}}, alors {\displaystyle d_{\lambda \mu }=c_{\kappa }(d_{\lambda \kappa }\cdot d_{\kappa \mu })}
(C7)  Si {\displaystyle \kappa \neq \lambda }, alors {\displaystyle c_{\kappa }(d_{\kappa \lambda }\cdot x)\cdot c_{\kappa }(d_{\kappa \lambda }\cdot -x)=0}
En supposant une présentation de la logique du premier ordre sans symboles de fonction, l'opérateur {\displaystyle c_{\kappa }x} modélise quantification existentielle sur la variable {\displaystyle \kappa } dans la formule {\displaystyle x} tandis que l'opérateur {\displaystyle d_{\kappa \lambda }} l'égalité des modèles des variables {\displaystyle \kappa } et {\displaystyle \lambda }. Désormais, reformulé en utilisant les notations logiques standard, les axiomes peuvent se lire ainsi
(C1)  {\displaystyle \exists \kappa .{\mathit {faux}}\Leftrightarrow {\mathit {faux}}}
(C2)  {\displaystyle x\Rightarrow \exists \kappa .x}
(C3)  {\displaystyle \exists \kappa .(x\wedge \exists \kappa .y)\Leftrightarrow (\exists \kappa .x)\wedge (\exists \kappa .y)}
(C4)  {\displaystyle \exists \kappa \exists \lambda .x\Leftrightarrow \exists \lambda \exists \kappa .x}
(C5)  {\displaystyle \kappa =\kappa \Leftrightarrow {\mathit {vrai}}}
(C6)  Si {\displaystyle \kappa } est une variable différente de {\displaystyle \lambda } et {\displaystyle \mu }, alors {\displaystyle \lambda =\mu \Leftrightarrow \exists \kappa .(\lambda =\kappa \wedge \kappa =\mu )}
(C7)  Si {\displaystyle \kappa } et {\displaystyle \lambda } sont différents entre elles, alors {\displaystyle \exists \kappa .(\kappa =\lambda \wedge x)\wedge \exists \kappa .(\kappa =\lambda \wedge \neg x)\Leftrightarrow {\mathit {faux}}}